# Фейн, Фрэнсис, 12-й граф Уэстморленд
Фрэ́нсис Фе́йн, 12-й гра́ф Уэ́стморленд (англ. Francis Fane, 12th Earl of Westmorland; 19 ноября 1825 — 3 августа 1891) — британский аристократ и офицер, 12-й граф Уэстморленд (1859—1891).

## Биография
Фрэнсис Фейн был четвёртым сыном в семье Джона Фейна, 11-го графа Уэстморленд и его жены Присциллы Уэллсли-Поул, младшей дочери Уильяма Уэллсли-Поула и Кэтрин Уэллсли-Поул. Получил образование в Вестминстерской школе, а затем был зачислен в Королевское военное училище.
В 1843 году Фейн был зачислен на службу в армию и отправился в Британскую Индию. Он участвовал  в Первой англо-сикхской войне и Второй англо-сикхской войне, отличившись в сражении при Гуджрате. 
Вернувшись из Индии, он поступил на службу в Колдстримскую гвардию. Во время Крымской войны Фрэнсис служил адъютантом барона Ф. Реглана и отличился в битве при Альме, доставляя генеральские депеши. В июне 1855 года он присутствовал в последние минуты жизни барона Реглан, став уже подполковником. После его смерти, в 1856 году Фейн стал адъютантом герцога Кембриджского. 
В 1859 году после смерти отца Фрэнсис унаследовал его титул граф Уэстморленд и вышел в отставку в звании полковника. Фейн был владельцем скаковых лошадей, но его лошади никогда не побеждали на крупных соревнованиях. Из-за финансовых трудностей, он был вынужден продать всех своих лошадей.
Скончался 3 августа 1891 года в возрасте 65 лет, был похоронен в Апетропе (Нортгемптоншир).

## Семья
16 июля 1857 года женился на леди Аделаиде Керзон-Хау, дочери Ричарда Уильяма Керзона-Хау, 1-го графа Хау и его супруги Гарриет Джорджианы Браднелл. У супругов было 4 детей:
- Джордж Невилл Джон Фейн, лорд Бергерш (3 сентября 1858 — 31 июля 1860), умер в детстве;
- Энтони Фейн (16 августа 1859 — 9 июня 1922), 13-й граф Уэстморленд (1891—1922);
- Леди Грейс Аделаида Фейн (3 октября 1860 — 13 июня 1933), вышла замуж за Уильяма Денисона, 2-графа Лондесборо, в браке было 3 детей;
- Леди Маргарет Мэри Фейн (30 сентября 1870 — 22 ноября 1949) была женой капитана Джона Эдмунда Филипа Спайсера;

## Награды
- Орден Бани (10 июля 1855);
- Орден Почётного легиона (30 апреля 1857);
- Орден Меджидие 5-й степени (2 марта 1858);